# Jorge Romero Santacruz
Jorge Lino Romero Santacruz (nacido en Luque, el 23 de octubre de 1932 ) es un exfutbolista paraguayo. Jugaba de delantero y su primer club fue Sportivo Luqueño.

## Carrera
Comenzó su carrera en 1954 jugando para Sportivo Luqueño. En 1956 se pasó a Libertad. En ese año se pasó al Sol de América, en donde jugó hasta 1958. En ese mismo año se fue a España para jugar en el Real Oviedo, club en el cual abandonó el fútbol en el año 1961.

## Selección nacional
Ha sido internacional con la selección de fútbol de Paraguay entre 1953 y 1958.

### Participaciones en Copas del Mundo
| Mundial                        | Sede   | Resultado    | Partidos | Goles |
| ------------------------------ | ------ | ------------ | -------- | ----- |
| Copa Mundial de Fútbol de 1958 | Suecia | Primera fase | 3        | 2     |

### Goles en la selección
| Goles con la Selección de Paraguay | Goles con la Selección de Paraguay | Goles con la Selección de Paraguay | Goles con la Selección de Paraguay | Goles con la Selección de Paraguay | Goles con la Selección de Paraguay | Goles con la Selección de Paraguay | Goles con la Selección de Paraguay | Goles con la Selección de Paraguay |
| Resultados                         | Resultados                         | Resultados                         | Resultados                         | Lugar                              | Estadio                            | Fecha                              | Tipo                               | Goles                              |
| ---------------------------------- | ---------------------------------- | ---------------------------------- | ---------------------------------- | ---------------------------------- | ---------------------------------- | ---------------------------------- | ---------------------------------- | ---------------------------------- |
| Paraguay                           | 4                                  | 1                                  | Uruguay                            | Montevideo                         | Estadio Centenario                 | 10 de abril de 1954                | Amistoso                           | 1 gol                              |
| Paraguay                           | 3                                  | 7                                  | Francia                            | Norrköping                         | Estadio Iddrotsparken              | 8 de junio de 1958                 | Copa del Mundo 1958                | 1 gol                              |
| Paraguay                           | 3                                  | 3                                  | Yugoslavia                         | Eskilstuna                         | Estadio Tunavallen                 | 15 de junio de 1958                | Copa del Mundo 1958                | 1 gol                              |

Para un total de 3 goles

## Clubes
| Club              | País        | Año       |
| ----------------- | ----------- | --------- |
| Sportivo Luqueño  | Paraguay    | 1950-1955 |
| Libertad          | Paraguay    | 1956      |
| Sol de América    | Paraguay    | 1956-1958 |
| Real Oviedo       | España      | 1958-1961 |
| Atlante San Alejo | El Salvador | 1961-1963 |
| Atlético Marte    | El Salvador | 1963-1964 |

- Datos: Q3810076